# Jean Simmonsová
Jean Simmonsová (31. ledna 1929 Crouch Hill, Londýn – 22. ledna 2010 Santa Monica, USA) byla britská herečka, držitelka Zlatého glóbu z roku 1955.

## Život
S herectvím začínala již ve 14 letech, nejprve hrála v britských filmech. Z nich patrně nejznámější byla filmová adaptace Shakespearova dramatu Hamlet z roku 1948, v níž hrála roli Ofélie, za kterou získala svou první nominaci na Oscara.
V roce 1952 přesídlila do Hollywoodu. V roce 1955 si zahrála a zazpívala společně s Frankem Sinatrou ve filmu Frajeři a saze, za nějž získala Zlatý glóbus. V roce 1958 si zahrála učitelku v legendárním westernu Velká země po boku Gregory Pecka. V roce 1960 následoval snímek Spartakus, kde hrála s Kirkem Dougalesem, a film Elmer Ganty, kde si zahrála s Burtem Lancasterem. Za snímek The Happy Ending (1969) získala druhou oscarovou nominaci.
Od počátku 70. let 20. stol. se věnovala více televizní a divadelní práci.

## Filmografie
- Sports Day (1944)
- Give us the Moon (1944)
- Mr. Emmanuel (1944)
- Kiss the Bride Goodbye (1945)
- Meet Sexton Blake (1945)
- The Way to the Stars (1945)
- Caesar and Cleopatra (1945)
- Great Expectations (1946)
- The Woman in the Hall (1947)
- Uncle Silas (1947)
- Black Narcissus (1947)
- Hungry Hill (1947)
- Hamlet (1948)
- The Blue Lagoon (1949)
- Adam and Evelyne (1949)
- So Long at the Fair (1950)
- Cage of Gold (1950)
- Trio (1950)
- The Clouded Yellow (1951)
- Angel Face (1952)
- Androcles and the Lion (1952)
- Young Bess (1953)
- Affair with a Stranger (1953)
- The Robe (1953)
- The Actress (1953)
- She Couldn’t Say No (1954) (též pod názvem Beautiful but Dangerous)
- Demetrius and the Gladiators (1954)
- The Egyptian (1954)
- A Bullet Is Waiting (1954)
- Désirée (1954)
- Footsteps in the Fog (1955)
- Guys and Dolls (1955)
- Hilda Crane (1956)
- This Could Be the Night (1957)
- Until They Sail (1957)
- Velká země (1958)
- Home Before Dark (1958)
- This Earth Is Mine (1959)
- Elmer Gantry (1960)
- Spartacus (1960)
- The Grass Is Greener (1960)
- All the Way Home (1963)
- Life at the Top (1965)
- Mister Buddwing (1966)
- Divorce American Style (1967)
- Rough Night in Jericho (1967)
- Heidi (1968)
- The Happy Ending (1969)
- Say Hello to Yesterday (1971)
- Mr. Sycamore (1975)
- Dominique (1978)
- Ptáci v trní (org. The Thorn Birds)(1983)
- Sever a Jih (org. North and South) (1985)
- North and South II (1986)
- The Dawning (1988)
- Going Undercover (1988)
- Great Expectations (1989)
- Star Trek: The Next Generation (1991)
- Dark Shadows (1991)
- They Do It with Mirrors (1991)
- How to Make an American Quilt (1995)
- Final Fantasy: The Spirits Within (2001) (komentář)
- Jean Simmons: Rose of England (2004) (dokument)
- Howl’s Moving Castle (2004) (komentář)
- Through the Moebius Strip (2005)